# Hiram Maxim
Sir Hiram Stevens Maxim (5 février 1840 - 24 novembre 1916) est un inventeur britannique d'origine américaine. Il a notamment inventé la mitrailleuse Maxim, le piège à souris moderne, le manège avec nacelles volantes, l'inhalateur, et a mis au point une machine volante en 1894.
Il est le frère de Hudson Maxim (en), un autre inventeur militaire, spécialisé dans les explosifs.

## Biographie
Maxim est né à Sangerville, dans l'État du Maine. Il descend d'une ancienne famille huguenote qui avait alors fui la France au cours des guerres de religion. À l'âge de 14 ans, il devient apprenti constructeur d'autocar. Dix ans plus tard, il commence à travailler pour la compagnie de son oncle Levi Stephens à Fitchburg (Massachusetts). Il travaille par la suite à la fabrication d'outils et comme dessinateur industriel. 
En 1867, il épouse Jane Budden, sa première femme. Ils ont trois enfants : Hiram Percy Maxim (en), Florence Maxim et Adelaide Maxim. 
Suivant les traces de son père et de son oncle, il devient ingénieur mécanique et concepteur d'armes. Intéressé également par la radio amateur, il fonde la American Radio Relay League (en). Il invente le Maxim silencer afin de diminuer le bruit en industrie,. La compagnie Maxim silencers inc. existe toujours en 2009.
En 1881, il épouse sa deuxième femme Sarah Hayes.

### Émigration
Il émigre ensuite en Angleterre. Il deviendra citoyen britannique en 1899 et sera anobli par la reine Victoria en 1901.

## Mitrailleuse Maxim
« En 1882, j'étais à Vienne où j'ai rencontré un Américain que j'avais connu aux États-Unis. Il m'a dit « Laisse tomber la chimie et l'électricité ! Si tu veux faire beaucoup d'argent, invente quelque chose qui permettra à ces Européens de se mettre en pièces les uns les autres plus facilement. »

— Hiram Maxim

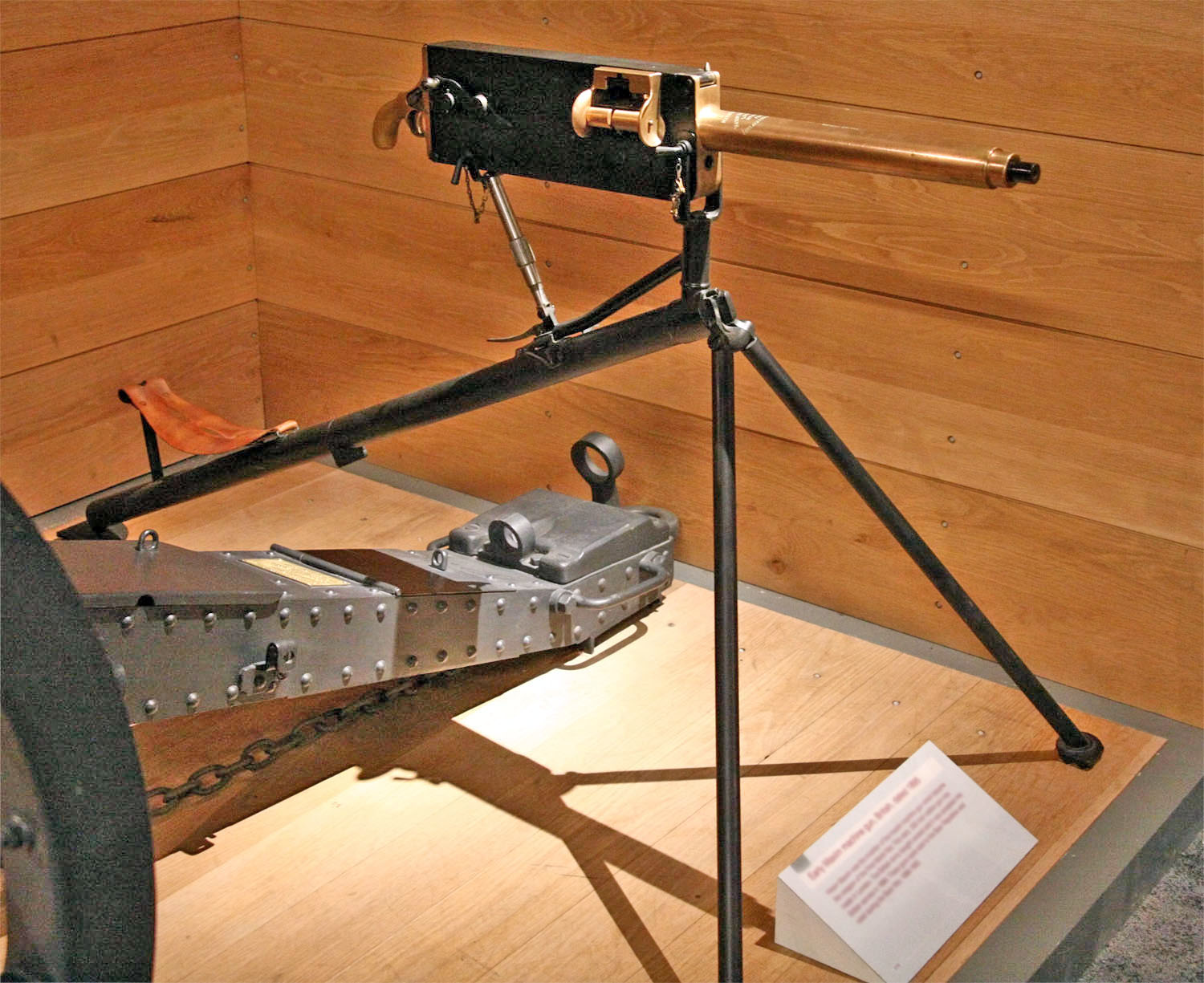
Mitrailleuse Maxim (modèle 1895, calibre .303 British) montée sur un support tripode.

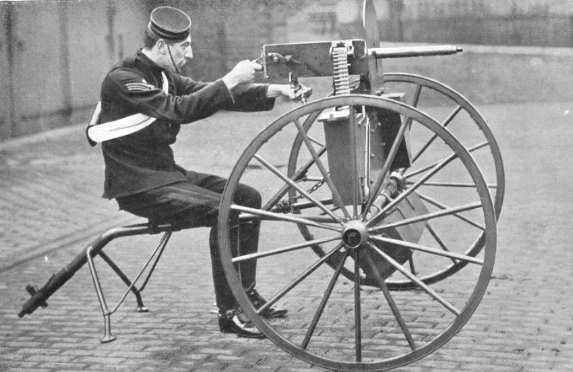
Mitrailleuse Maxim montée sur un chariot Dunonald.

Enfant, Maxim fut frappé par le recul d'un fusil. Cela lui donna l'idée de réutiliser cette force afin d'automatiser les fusils existants.
Il travaille sur diverses méthodes entre 1883 et 1885, mais c'est après avoir déménagé en Angleterre et s'être installé dans une grande maison à West Norwood qu'il affine la conception d'une arme automatique, développant un mécanisme qui utilise le recul pour fermer la culasse et compresser un ressort afin de préparer automatiquement l'arme pour son prochain tir. Il passe des annonces dans la presse locale afin d'avertir ses voisins qu'il procède à des expériences avec des fusils dans son jardin et pour leur conseiller de garder leurs fenêtres ouvertes pour éviter qu'elles ne cassent
Maxim trouve un fabricant d'armes pour construire sa mitrailleuse à Crayford, dans le comté de Kent. Le fabricant, incorporé sous le nom Vickers, Son & Maxim en 1896, produira une version améliorée de l'arme, la mitrailleuse lourde Vickers, qui sera la mitrailleuse britannique standard pendant de nombreuses années.
Les mitrailleuses Maxim s'avéreront plus performantes que leurs concurrentes, Hotchkiss et Skoda. L'armée allemande adoptera logiquement la Maxim sous le nom de MG 08, MG signifiant en allemand Maschinengewehr (ce qui signifie mitrailleuse en français).
Plus tard, Maxim deviendra sourd à la suite de nombreuses années d'exposition au bruit de ses fusils.
Il est considéré comme le père de la mitrailleuse moderne.

## Engin volant expérimental

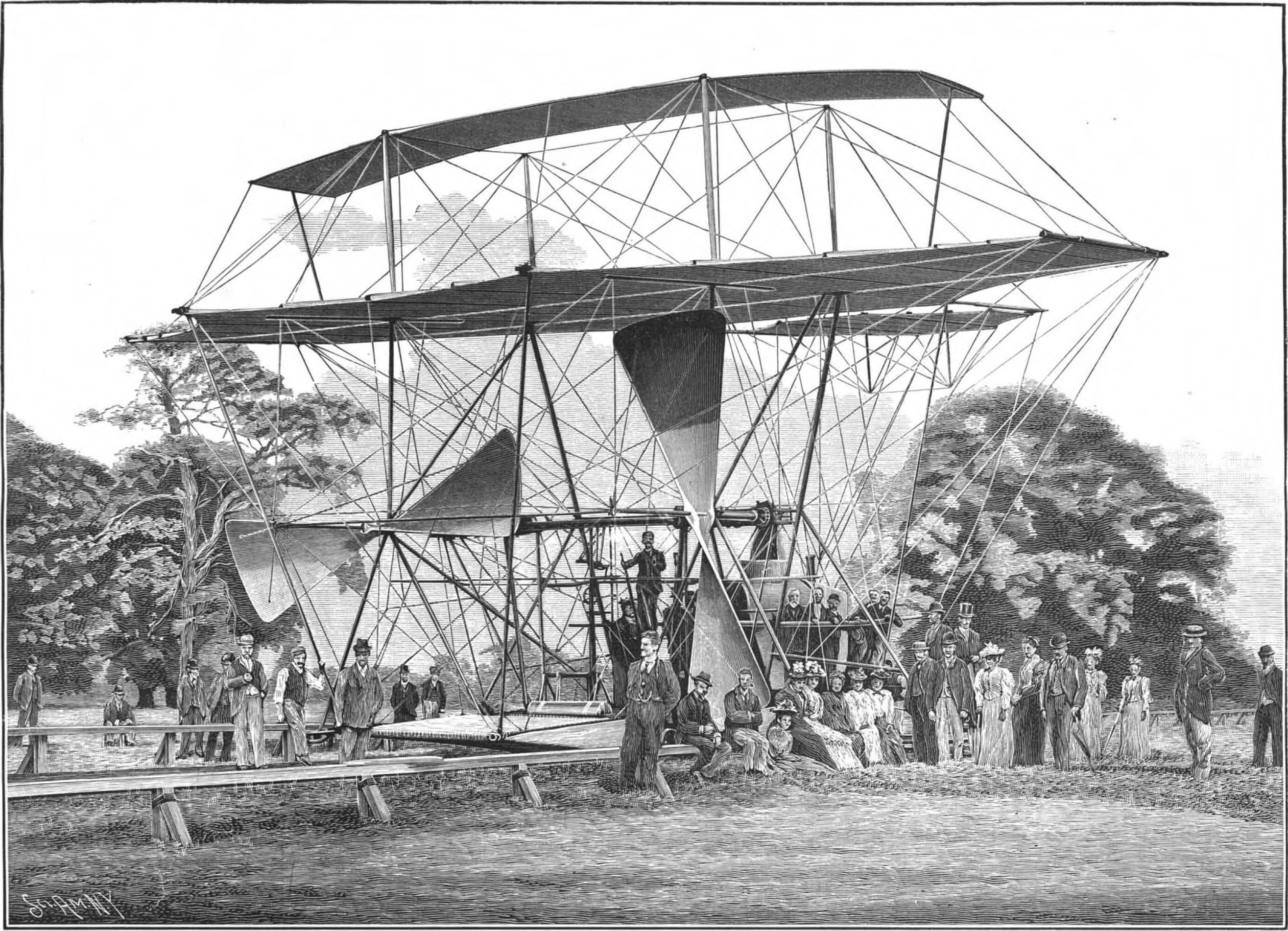
Engin volant expérimental de 1894.

En 1890, il informe ses partenaires d'affaires, les frères Vickers, de son intention de construire une machine volante. Il prévoyait cinq années d'études et une dépense de 50 000 livres. Le 31 juillet 1894, devant des personnalités invitées, il fait le premier essai public de sa machine dans sa propriété de Baldwyn’s Park à Bexley. Sa machine volante est un énorme biplan de 3 629 kg propusé par deux moteurs à vapeur développant une puissance de 180 CV entraînant des hélices de 5,30 m de diamètre. Au troisième essai, l'engin s'est légèrement envolé et quitta le rail d'envol. La machine volante a parcouru 281 m à 1,40 m au-dessus du sol.

## Autres inventions
Certains historiens prétendent que ce serait Maxim qui aurait véritablement inventé l'ampoule électrique. Son invention n'a pu être brevetée avant celle d'Edison à cause de sombres raisons commerciales et l'Histoire n'a retenu que le nom d'Edison, qui a déposé son brevet quelque temps après.

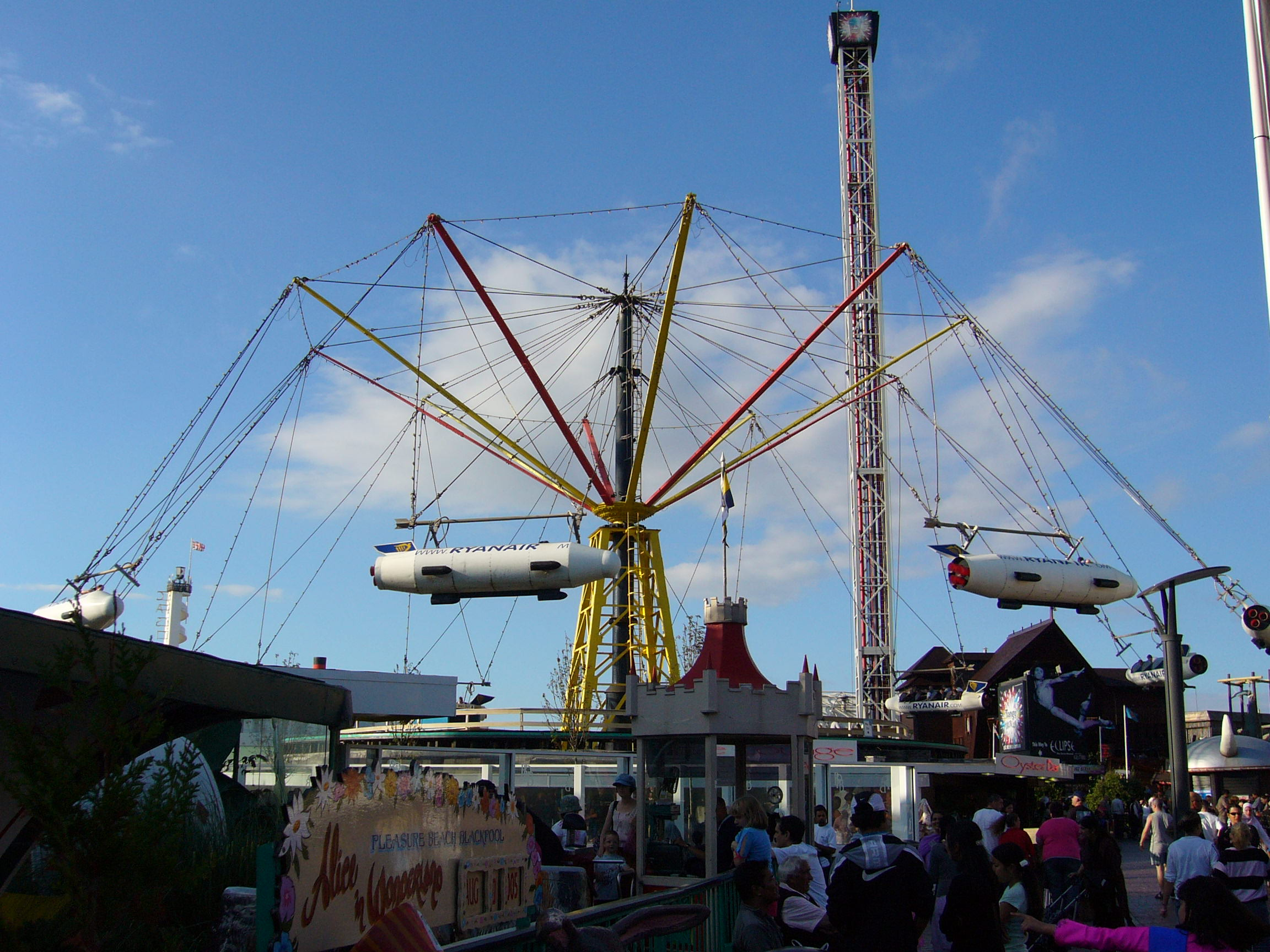
Manège à nacelles volantes

On lui doit aussi l'invention des pièges à souris modernes, les manèges à nacelles volantes.

### Inventions majeures
- Maxim MG 08